# Saint-Beauzeil
Saint-Beauzeil è un comune francese di 124 abitanti situato nel dipartimento del Tarn e Garonna nella regione dell'Occitania.

## Società

### Evoluzione demografica
Abitanti censiti